# Lexington (Massachusetts)
Pour les articles homonymes, voir Lexington.
Lexington est une ville du comté de Middlesex dans le Massachusetts aux États-Unis. Au recensement de 2000, elle comptait 30 355 habitants.
La ville est célèbre pour avoir été l'endroit où sont partis les premiers tirs de la Révolution américaine, à la bataille de Lexington le 19 avril 1775. Une  avenue de Manhattan, à New York, doit son nom à cette bataille : Lexington Avenue.

## Histoire

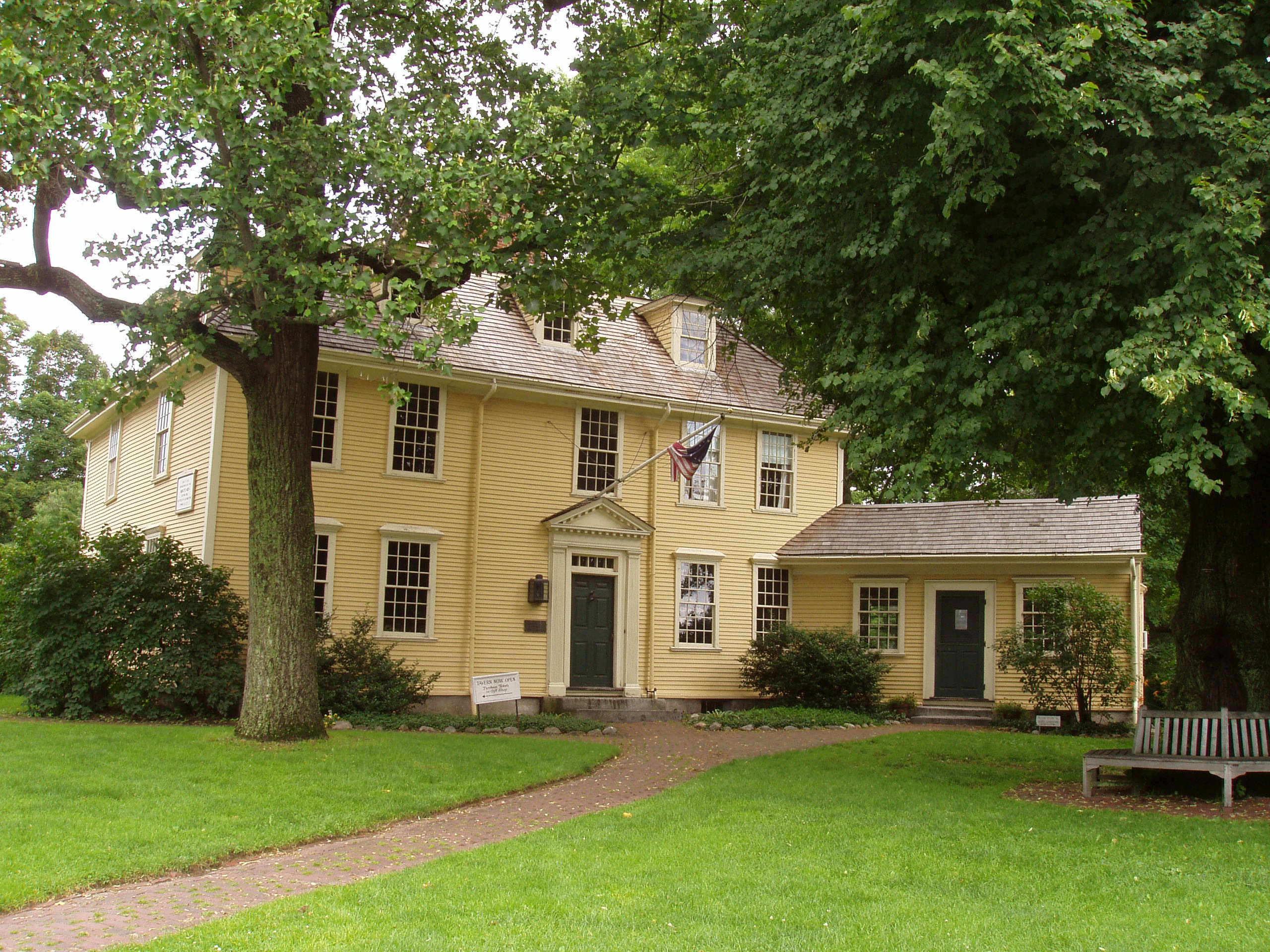
Buckman Tavern, Lexington

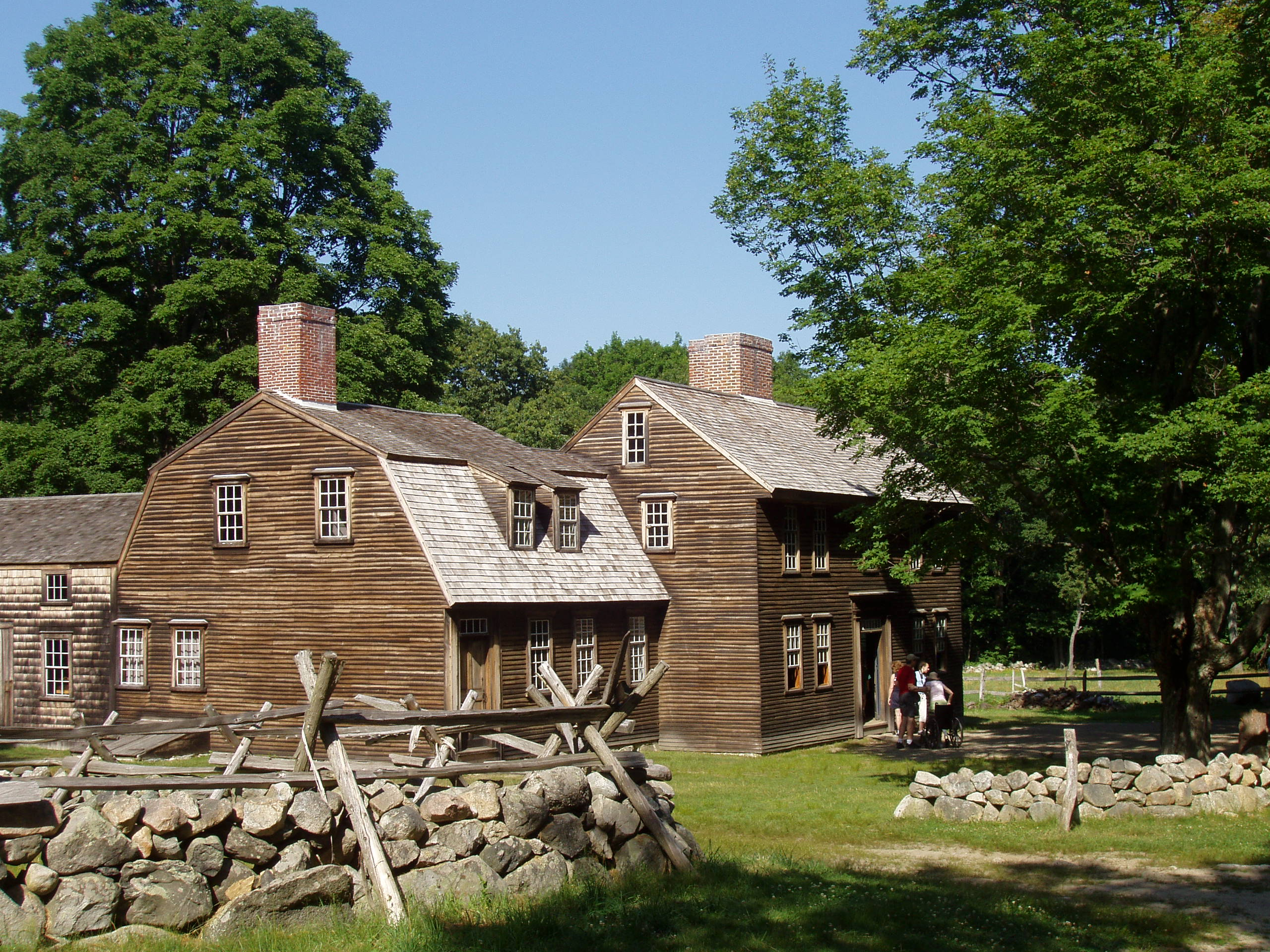
Hartwell Tavern, Lexington

Lexington a été fondé en 1642 en tant que Cambridge Farms appartenant à la paroisse de Cambridge, dans le Massachusetts, puis il est devenu une commune autonome en 1713. La façon dont il a reçu son nom est controversée. Certains pensent qu'il a été appelé ainsi en l'honneur de Lord Lexington, un noble britannique. D'autres, en revanche, pensent qu'on l'a nommé d'après Lexington (prononcé et aujourd'hui écrit Laxton) dans le Nottinghamshire en Angleterre.
Pendant des décennies, Lexington a connu une croissance modeste, tout en restant en grande partie une communauté rurale, qui alimentait Boston avec la plus grande partie de sa production. Il avait toujours un centre-ville animé, et qui l'est resté. Il a commencé à prospérer, aidé par sa proximité avec Boston, et l'existence d'une ligne de chemin de fer (aujourd'hui la piste cyclable Minuteman Bikeway) utile aux habitants et aux affaires. Pendant de nombreuses années, la partie orientale a été considérée comme une entité distincte du reste de la ville, et elle conserve toujours son propre sens de l'identité, due en partie à certains de ses quartiers ouvriers, qui font contraste avec nombre de parties plus riches de la ville. 
Lexington, ainsi que bon nombre de villes le long du corridor que constitue la route 128, a connu un bond de la population dans les années 1960 et 1970, dû au boom de la haute technologie. La valeur des propriétés dans la ville est montée en flèche, et le système scolaire a été reconnu sur le plan national pour son excellence. La ville participe au programme METCO, avec son programme de transport scolaire permettant à des élèves de Boston appartenant à des minorités de se rendre dans des villes de banlieue pour y recevoir une meilleure éducation dans un environnement meilleur que celui des écoles publiques de Boston. 
C'est à Lexington qu'a eu lieu le premier engagement militaire de la guerre d'indépendance américaine. Chaque année, le troisième lundi d'avril, la ville fête le Patriots' Day. Les festivités commencent avec la chevauchée de Paul Revere (Paul Revere's Ride), une reconstitution des batailles de Lexington et Concord. À 6 heures du matin a lieu une reconstitution de l'escarmouche à Battle Green, avec des coups de feu tirés depuis Battle Green et la taverne Buckman voisine (pour tenir compte du fait que personne ne sait où le premier coup de feu a été tiré ni par qui). Après la défaite, les Britanniques marchent sur Concord. La bataille de Lexington a donné à la milice Concord le temps nécessaire pour s'organiser au Old North Bridge, où ils ont pu forcer les Britanniques à se replier, les empêchant ainsi de prendre d'assaut les magasins d'armes de la milice et de les détruire. Tous ces événements ont eu lieu le 19 avril 1775. 
Le reste de l'année, de nombreux touristes profitent de la ville en visitant les monuments historiques comme la taverne Buckman, la taverne Munroe, et la Hancock-Clarke House, qui sont entretenus par la Société d'histoire de la ville.

## Géographie
Selon le Bureau du recensement des États-Unis, la ville s'étend sur une superficie totale de 42,8 km2, dont 42,5 km2 de terre ferme et 0,4 km2 (0,85 %) d'eau. 
Lexington est limitrophe des villes suivantes : Burlington, Wobern, Winchester, Arlington, Belmont, Waltham, Lincoln et Bedford.

## Démographie
| Groupe            | Lexington | Massachusetts | États-Unis |
| ----------------- | --------- | ------------- | ---------- |
| Blancs            | 75,5      | 80,4          | 72,4       |
| Asiatiques        | 20,0      | 5,3           | 4,8        |
| Métis             | 2,6       | 2,6           | 2,9        |
| Afro-Américains   | 1,5       | 6,6           | 12,6       |
| Autres            | 1,5       | 5,0           | 7,3        |
| Total             | 100       | 100           | 100        |
|                   |           |               |            |
| Latino-Américains | 2,3       | 9,6           | 16,7       |

Selon l'American Community Survey, pour la période 2011-2015, 69,39 % de la population âgée de plus de 5 ans déclare parler anglais à la maison, alors que 10,56 % déclare parler une langue chinoise, 2,44 % le coréen, 1,90 % l'espagnol, 1,62 % l'hindi, 1,31 % l'italien, 1,29 % le russe, 1,18 % le français, 1,03 % l'hébreu, 0,97 % le japonais, 0,85 % l'arménien, 0,55 % l'allemand, 0,54 % le gujarati, 0,51 % le grec et 5,87 % une autre langue.

## Personnalités
- George Li, pianiste
- Jill Stein, candidate du Parti vert des États-Unis aux élections présidentielles de 2012 et 2016
- Amanda Palmer[8]
- Fiona Scott Morton, dont la nomination en juillet 2023 au poste d'économiste en chef à la direction générale de la concurrence de la Commission européenne provoque une vive polémique en France et au Parlement européen[9],[10].
- Edward Osborne Wilson y a résidé.
- Charles Hudson en a écrit l'histoire[11]